# Tantilla atriceps
Tantilla atriceps – gatunek węża z rodziny połozowatych (Colubridae).

## Systematyka
Takson ten w przeszłości uznawano niekiedy za podgatunek Tantilla planiceps. Dawniej nazwę T. atriceps stosowano szerzej niż obecnie, obejmując nią choćby Tantilla hobartsmithi. Węże te zalicza się do rodziny połozowatych. Systematyka tego węża nie uległa w przeciągu ostatnich lat dużym zmianom. Starsze źródła również umieszczają go w rodzinie Colubridae, choć używana jest tutaj polska nazwa wężowate czy też węże właściwe, zaliczanej do infrapodrzędu Caenophidia, czyli węży wyższych. W obrębie rodziny rodzaj Tantilla wchodzi w skład podrodziny Colubrinae.

## Rozmieszczenie geograficzne
Zwierzę to żyje na południu Stanów Zjednoczonych (na południu Teksasu) i w północnym Meksyku, w którym IUCN wymienia stany Coahuila, Durango, Nuevo León, San Luis Potosí, Tamaulipas oraz Zacatecas.

## Zagrożenia i ochrona
Populacja tego węża posiada stabilny status. Liczy sobie prawdopodobnie wiele tysięcy dorosłych osobników.
Gatunek nie ma poważnych zagrożeń.